# As Lágrimas Amargas de Petra von Kant
Die bitteren Tränen der Petra von Kant (bra: As Lágrimas Amargas de Petra von Kant; prt: As Lágrimas Amargas de Petra von Kant, ou Lágrimas Amargas de Petra von Kant) é um filme alemão de 1972 realizado por Rainer Werner Fassbinder, baseado em sua peça homônima. O elenco do filme é formado exclusivamente por mulheres e desenrola-se na casa da personagem principal, Petra von Kant. A história acompanha a dinâmica das suas relações com outras mulheres. 
O filme participou do 22.º Festival Internacional de Cinema de Berlim.

## Elenco
- Margit Carstensen como Petra von Kant
- Irm Hermann como Marlene
- Hanna Schygulla como Karin Thimm
- Gisela Fackeldey como Valerie von Kant
- Eva Mattes como Gabriele von Kant
- Katrin Schaake como Sidonie von Grasenabb